# Luzulaspis crassispina
Luzulaspis crassispina är en insektsart som beskrevs av Borchsenius 1959. Luzulaspis crassispina ingår i släktet Luzulaspis och familjen skålsköldlöss. Inga underarter finns listade i Catalogue of Life.